# Albertslund Stadion
Albertslund Stadion er et idrætsanlæg i Albertslund Kommune bestående af en opvisningsbane kaldet "Albert Park", træningsbaner til fodbold og håndbold, sportshaller, tennisbaner, cricketbane mv. Idrætsanlægget benyttes primært af Albertslund Idrætsforening (AIF).
I tilknytning til Albertslund Stadion findes også Friluftsbadet Badesøen.